# هندرسون ألفاريز
هندرسون ألفاريز (بالإسبانية: Henderson Álvarez)‏ هو لاعب كرة قاعدة فنزويلي، ولد في 18 أبريل 1990 في بلنسية في فنزويلا.

## وصلات خارجية
- هندرسون ألفاريز على موقع دوري كرة القاعدة الرئيسي (الإنجليزية)
- هندرسون ألفاريز على موقعبيزبول رفرنس.كوم (الدوري الرئيسي) (الإنجليزية)
- هندرسون ألفاريز على موقعبيزبول رفرنس.كوم (الدوري الثانوي) (الإنجليزية)
- هندرسون ألفاريز على موقع إي إس بي إن.كوم (أم.أل.بي) (الإنجليزية)
- هندرسون ألفاريز على موقع مشجعي الرسوم البيانية (الإنجليزية)